# Rien ne s'arrête
 (août 2019).
Si vous disposez d'ouvrages ou d'articles de référence ou si vous connaissez des sites web de qualité traitant du thème abordé ici, merci de compléter l'article en donnant les références utiles à sa vérifiabilité et en les liant à la section « Notes et références ».
Albums de Patricia Kaas
Patricia Kaas live
(2000) Piano Bar
(2002)
Rien ne s'arrête est la première compilation de la chanteuse Patricia Kaas sortie en 2001.

## Titres
| No  | Titre                                 | Auteur                                        | Extrait de l'album           | Durée |
| --- | ------------------------------------- | --------------------------------------------- | ---------------------------- | ----- |
| 1.  | Rien ne s'arrête (titre inédit, 2001) | C. Vié / D. Manet                             |                              | 3:29  |
| 2.  | D'Allemagne                           | D. Barbelivien / F. Bernheim - D. Barbelivien | Mademoiselle chante..., 1988 | 4:23  |
| 3.  | Mon mec à moi                         | D. Barbelivien / F. Bernheim                  | Mademoiselle chante..., 1988 | 4:13  |
| 4.  | Quand Jimmy dit                       | F. Bernheim - D. Barbelivien / D. Barbelivien | Mademoiselle chante..., 1988 | 3:43  |
| 5.  | Mademoiselle chante le blues (live)   | D. Barbelivien - B. Mehdi / D. Barbelivien    | Patricia Kaas live, 2000     | 3:21  |
| 6.  | Les hommes qui passent                | D. Barbelivien / F. Bernheim                  | Scène de vie, 1990           | 3:46  |
| 7.  | Les mannequins d'osier                | D. Barbelivien / F. Bernheim                  | Scène de vie, 1990           | 3:52  |
| 8.  | Kennedy Rose                          | E. Depardieu / F. Bernheim - D. Barbelivien   | Scène de vie, 1990           | 3:18  |
| 9.  | Entrer dans la lumière                | D. Barbelivien / F. Bernheim                  | Je te dis vous, 1993         | 4:05  |
| 10. | Il me dit que je suis belle           | S. Brewski                                    | Je te dis vous, 1993         | 4:45  |
| 11. | Ceux qui n'ont rien                   | D. Barbelivien - F. Bernheim / D. Barbelivien | Je te dis vous, 1993         | 3:53  |
| 12. | Quand j'ai peur de tout               | D. Warren - J.J. Goldman / D. Warren          | Dans ma chair, 1997          | 4:20  |
| 13. | Je voudrais la connaître              | J.J. Goldman                                  | Dans ma chair, 1997          | 4:17  |
| 14. | L'aigle noir (live)                   | Barbara                                       | Rendez-vous, 1998            | 4:59  |
| 15. | Ma liberté contre la tienne           | D. Golemanas / P. Obispo                      | Le Mot de passe, 1999        | 5:03  |
| 16. | Une fille de l'Est                    | J.J. Goldman                                  | Le Mot de passe, 1999        | 3:29  |
| 17. | Les chansons commencent (live)        | J.J. Goldman                                  | Patricia Kaas live, 2000     | 5:13  |
| 18. | Mon chercheur d'or                    | D. Golemanas / P. Obispo                      | Le Mot de passe, 1999        | 4:32  |

## Certification
| Pays         | Certification | Équivalence/Ventes |
| ------------ | ------------- | ------------------ |
| France(SNEP) | Platine       | 300 000            |